# Wiktor Tołkin
Wiktor Tołkin (sinh ngày 21 tháng 2 năm 1922 tại Tołkacze - mất ngày 7 tháng 5 năm 2013 tại Warsaw) là một nhà điêu khắc và kiến trúc sư người Ba Lan. Ông từng gia nhập Quân đội Nhà trong Chiến tranh thế giới thứ hai. Wiktor Tołkin bị Gestapo bắt và tống giam tại trại tập trung Auschwitz từ ngày 17 tháng 11 năm 1942 đến tháng 2 năm 1944. Trong giai đoạn này, ông đã sống sót sau một cuộc hành quân tử thần đến trại tập trung Stalag ở Sandbostel.

## Sự nghiệp
Wiktor Tołkin tốt nghiệp hai trường đại học: Bách khoa Gdańsk và Học viện Mỹ thuật Gdańsk(pl). Ông là một trong những nghệ nhân người Ba Lan có ảnh hưởng nhất trong thập niên 1960. Wiktor Tołkin nổi tiếng nhất với những tác phẩm điêu khắc hoành tráng được xây dựng để tưởng nhớ những nạn nhân của các trại tập trung Đức Quốc xã ở Stutthof và Majdanek, và những tác phẩm được đánh giá cao nhất là các công trình bê tông màu trừu tượng, kết hợp nhiều yếu tố và thiết kế kiến trúc.

## Tác phẩm tiêu biểu
- Tượng đài Chiến đấu và tử đạo trong trại tập trung Đức quốc xã ở Stutthof, được xây dựng vào ngày 12 tháng 5 năm 1968
- Tượng đài Chiến đấu và tử đạo và lăng mộ trong trại tập trung Đức Quốc xã ở Majdanek, được xây dựng vào năm 1969
- Tượng đài Chiến đấu và tử đạo ở Pawiak, Warsaw
- Đài tưởng niệm Trận Plock (1978)

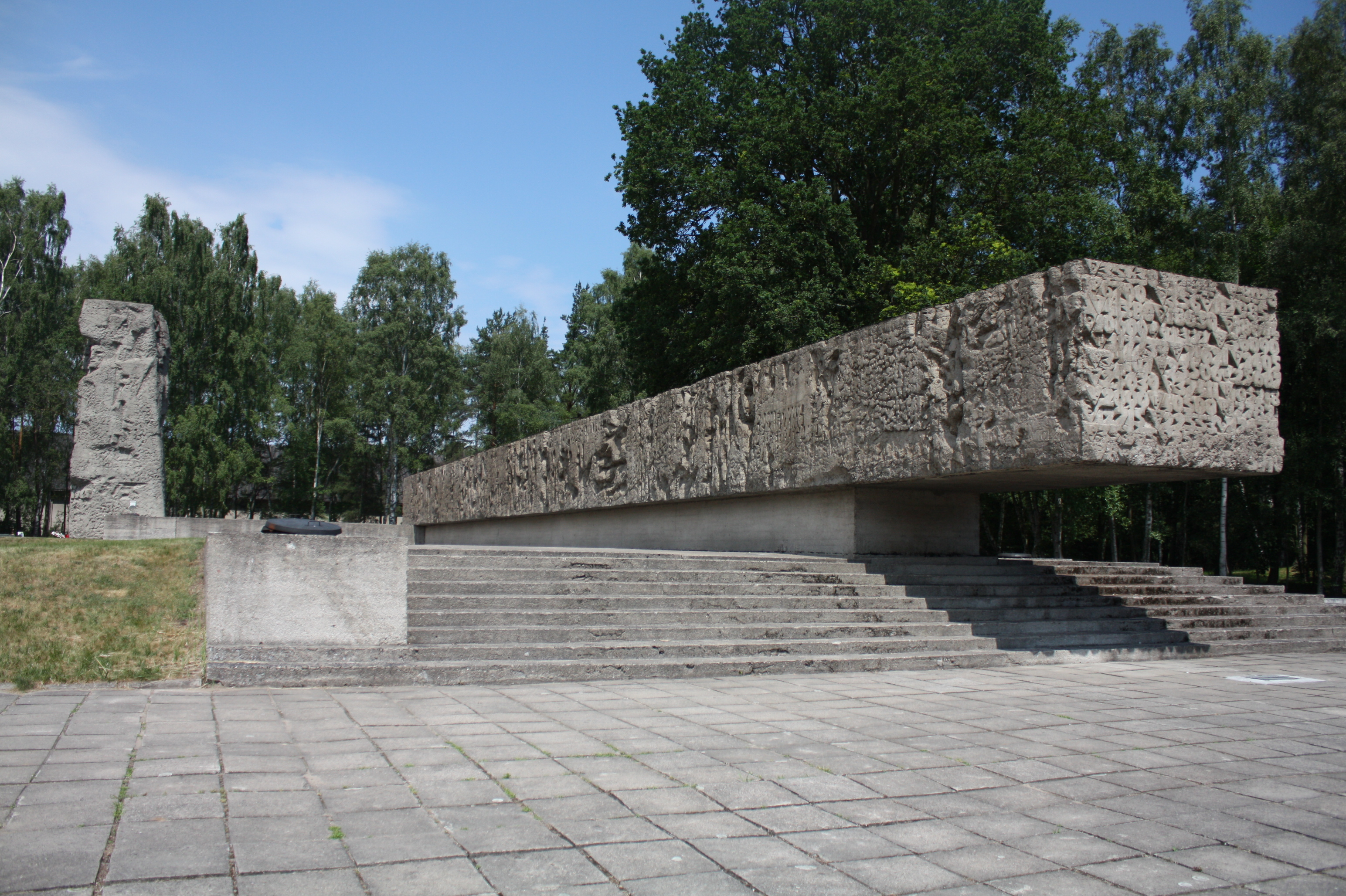
Tượng đài Chiến đấu và tử đạo trong trại tập trung Đức quốc xã ở Stutthof (Ba Lan)
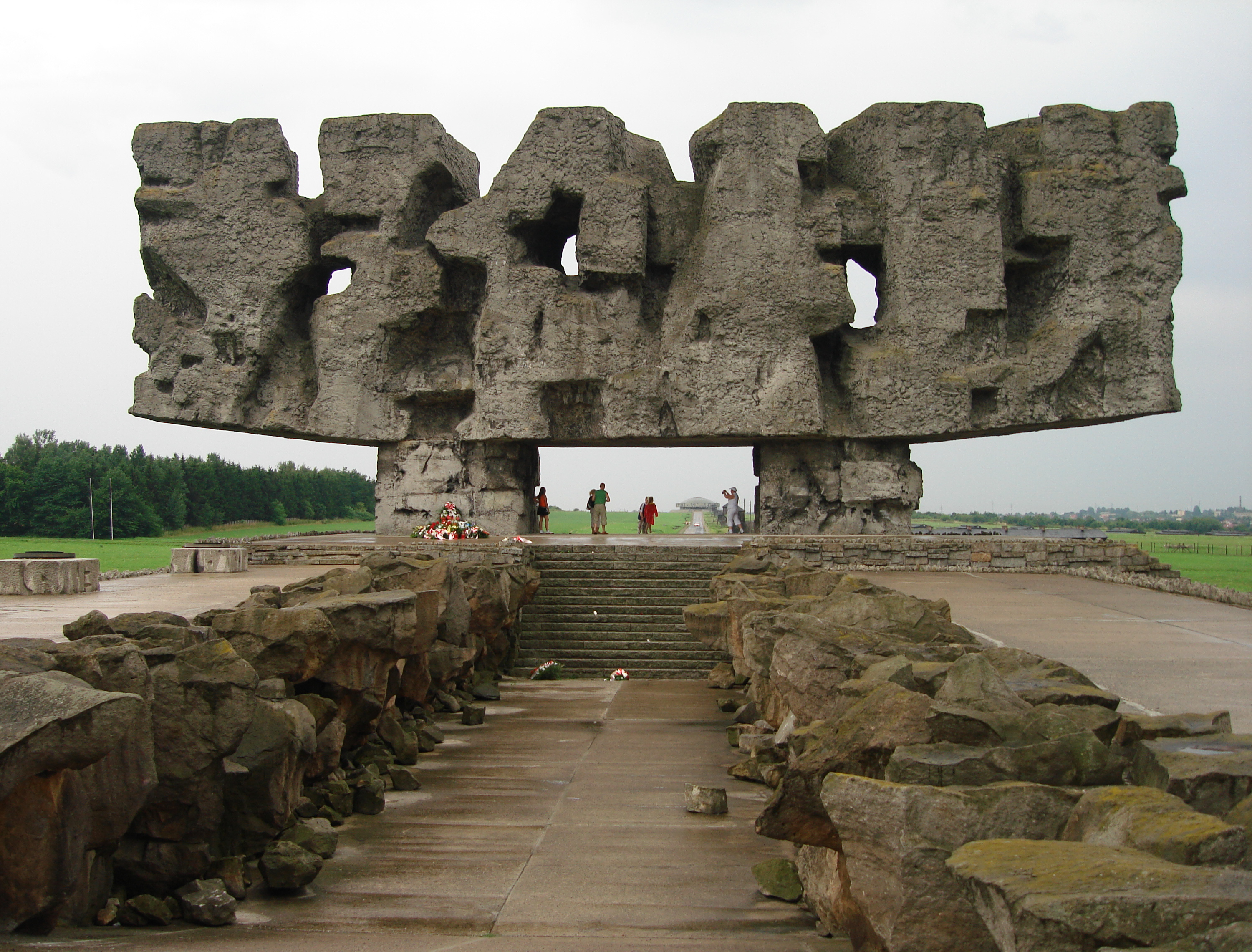
Tượng đài Chiến đấu và tử đạo, Majdanek (Ba Lan)
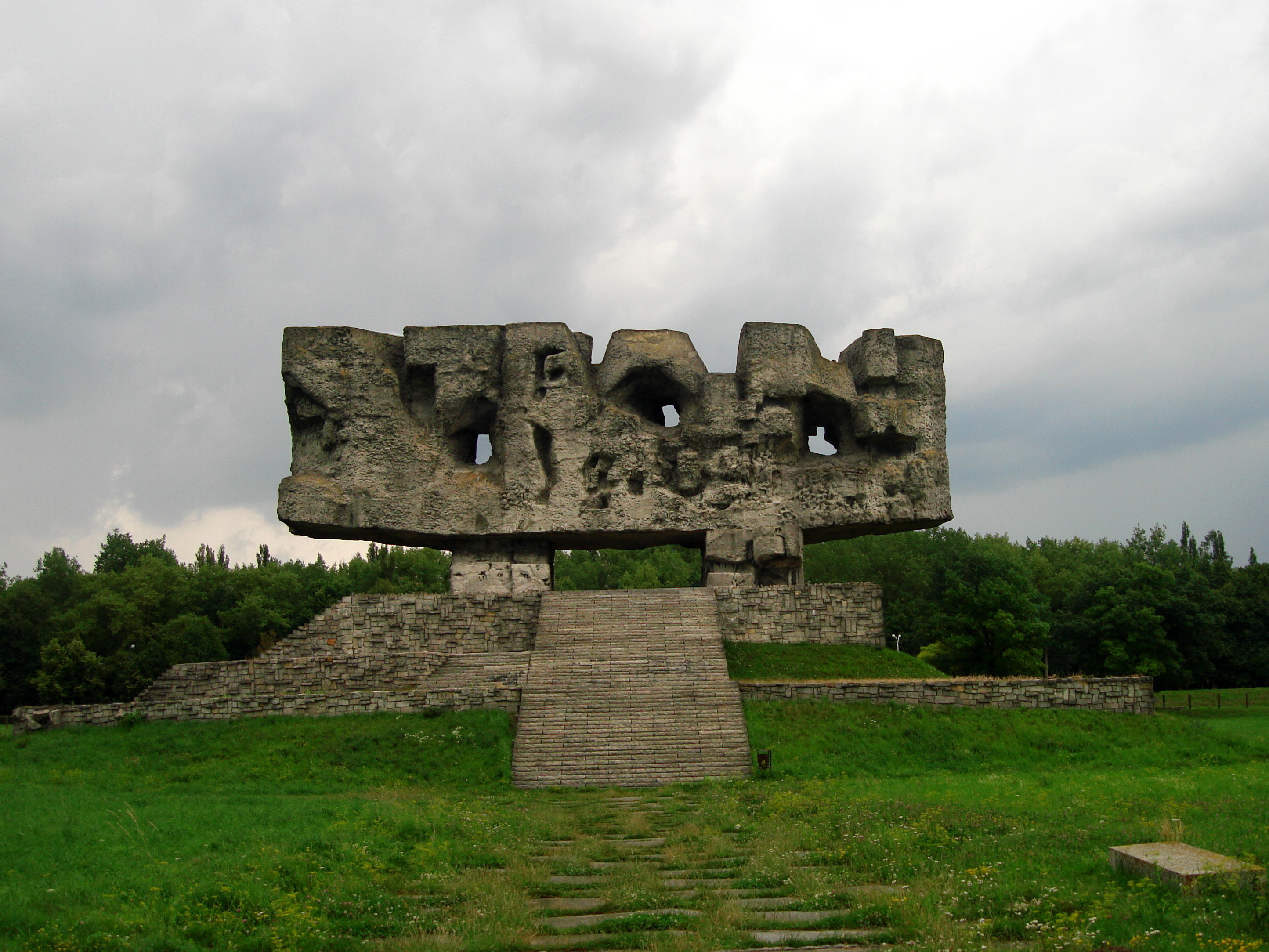
Tượng đài Chiến đấu và tử đạo ở Majdanek nhìn từ phía sau
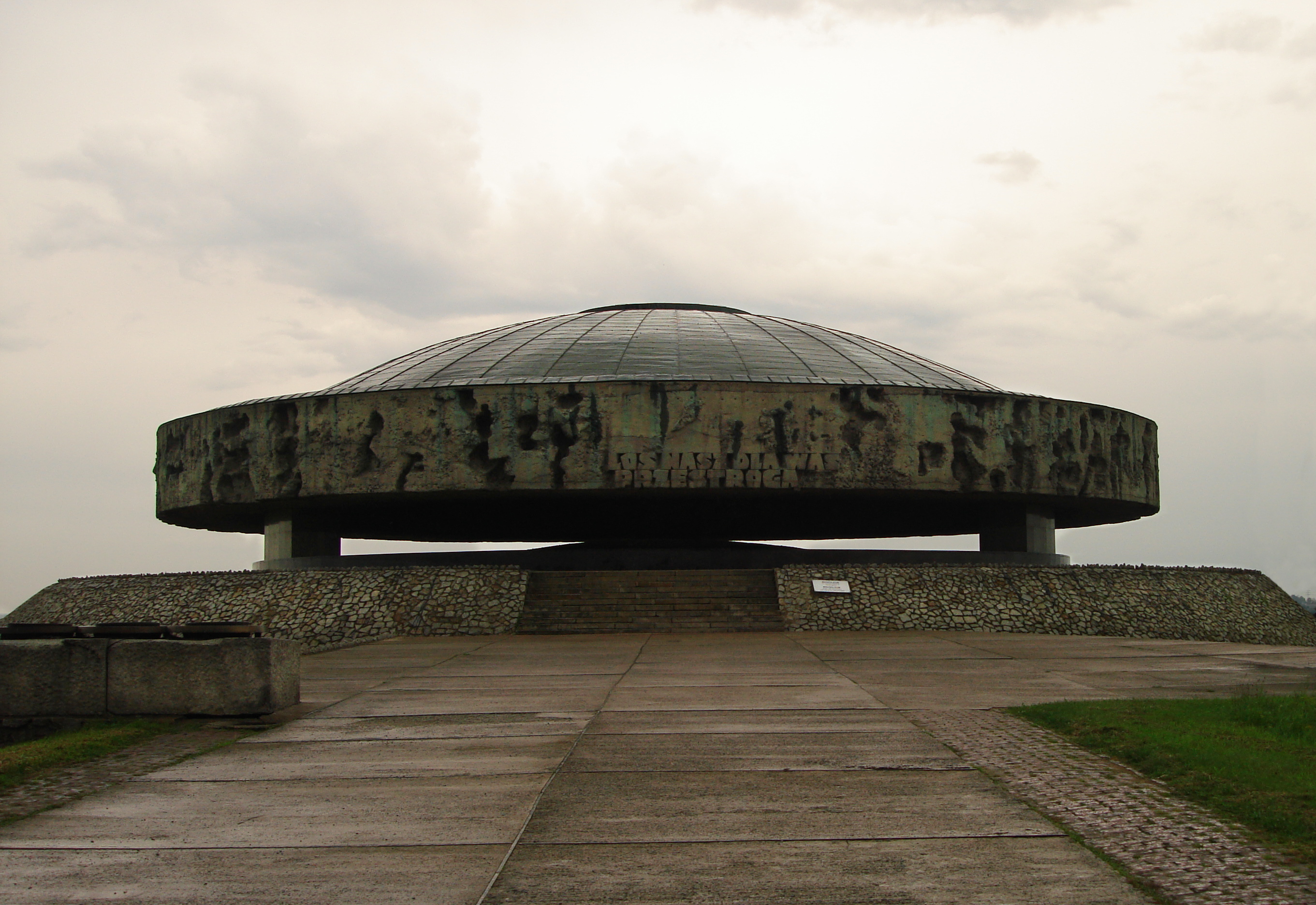
Lăng mộ ở Majdanek, dòng bia: "Hãy để số phận của chúng tôi là một lời cảnh báo cho bạn"

## Danh mục
- Pomnik Ofiar Majdanka Lưu trữ ngày 3 tháng 1 năm 2015 tại Wayback Machine
- Kto jest kim w Polsce, edycja IV (zespół redakcyjny Beata Cynkier i inni), Warszawa 2001, s. 970–971